# 桑川站
桑川站（日语：／ Kuwagawa eki */?）是位於新潟縣村上市桑川，屬於東日本旅客鐵道（JR東日本）的羽越本線車站。

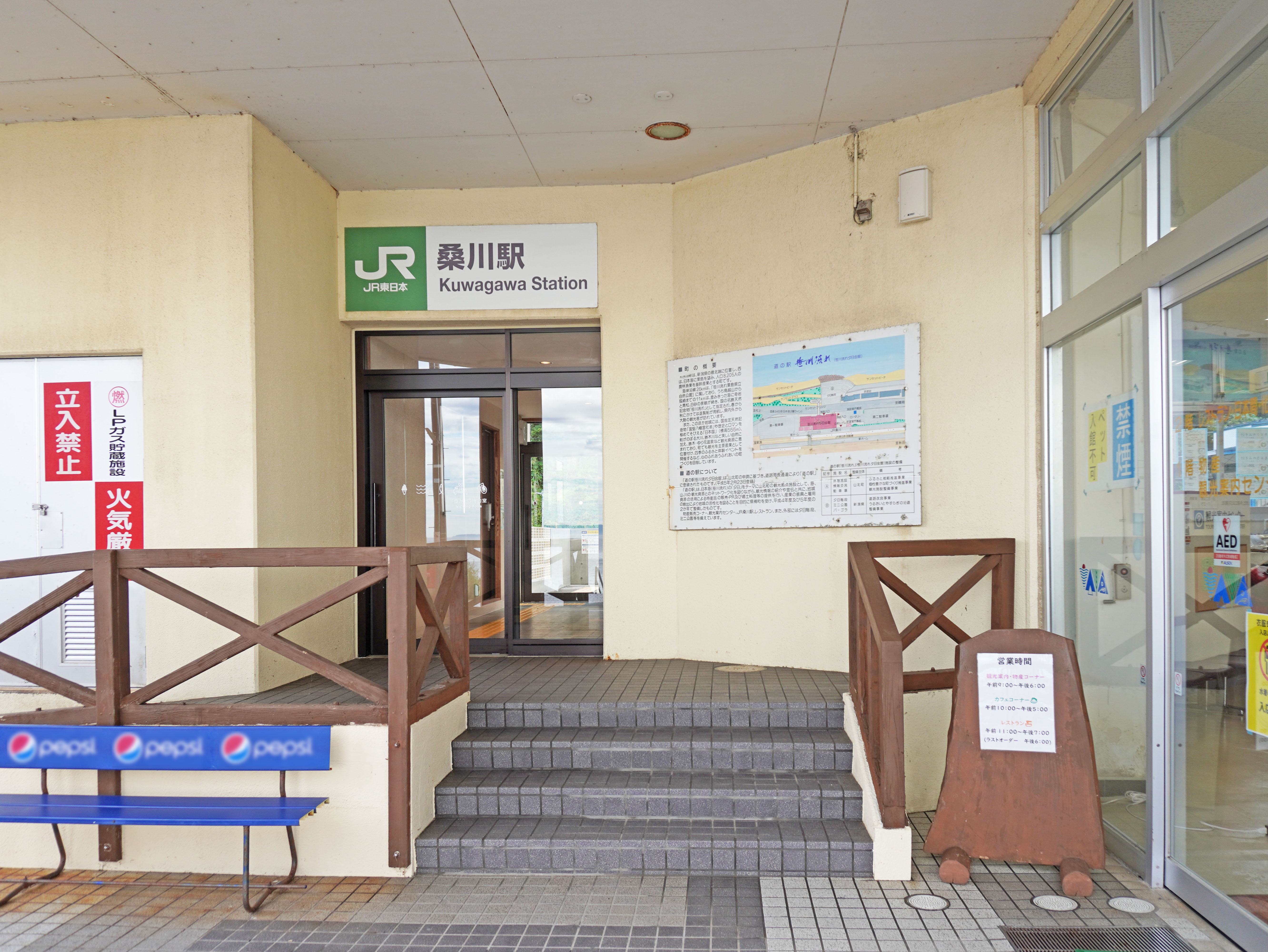
車站入口(2022年9月)

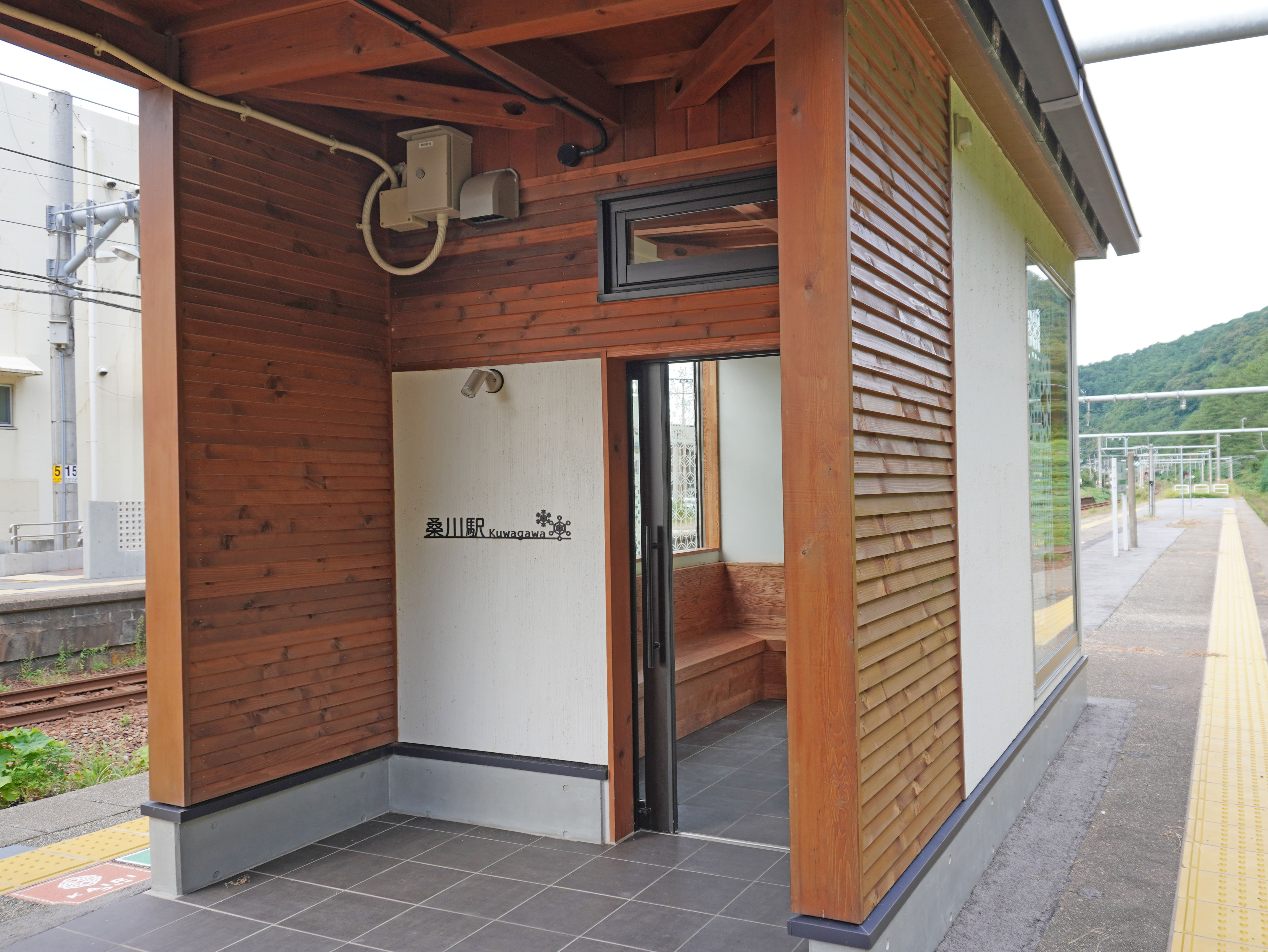
上行線月台的候車室(2022年9月)

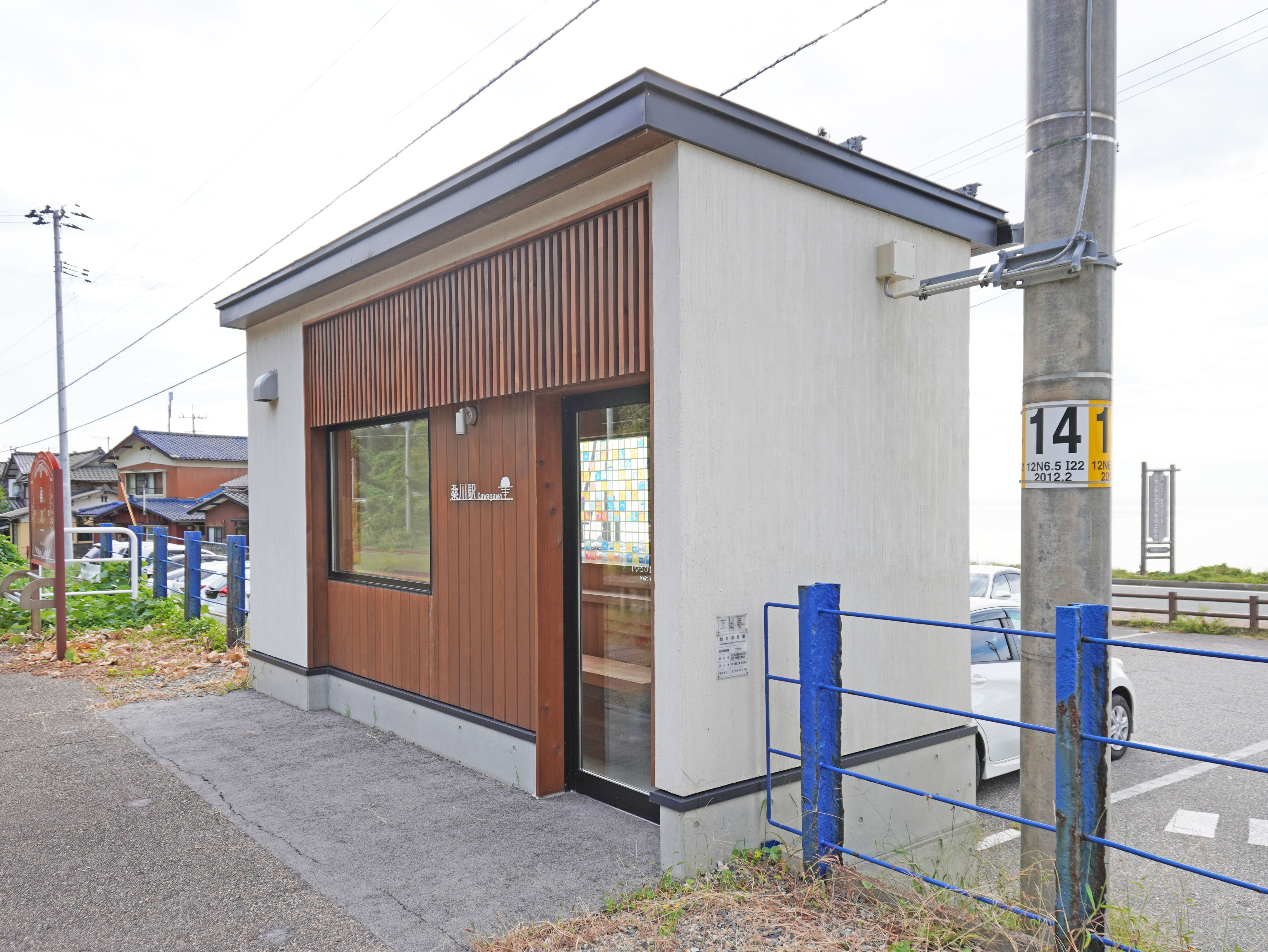
下行線月台的候車室(2022年9月)

## 歷史
- 1924年（大正13年）7月31日：羽越線村上至鼠關之間開業，此站啟用。
- 1925年（大正14年）11月20日：隨著支線與赤谷線啟用，羽越線改名為羽越本線。
- 1972年（昭和47年）9月1日：終止貨物和行李起卸業務。
- 1987年（昭和62年）4月1日：伴隨國鐵分割民營化，車站由東日本旅客鐵道（JR東日本）營運。
- 1993年（平成5年）11月10日：車站大樓重建，車站大樓與道之驛共建同一座建築物[1]。
- 2012年（平成24年）5月1日：設置名譽站長[2]。
- 2019年（令和元年）10月：新設候車室[3]。

## 車站構造

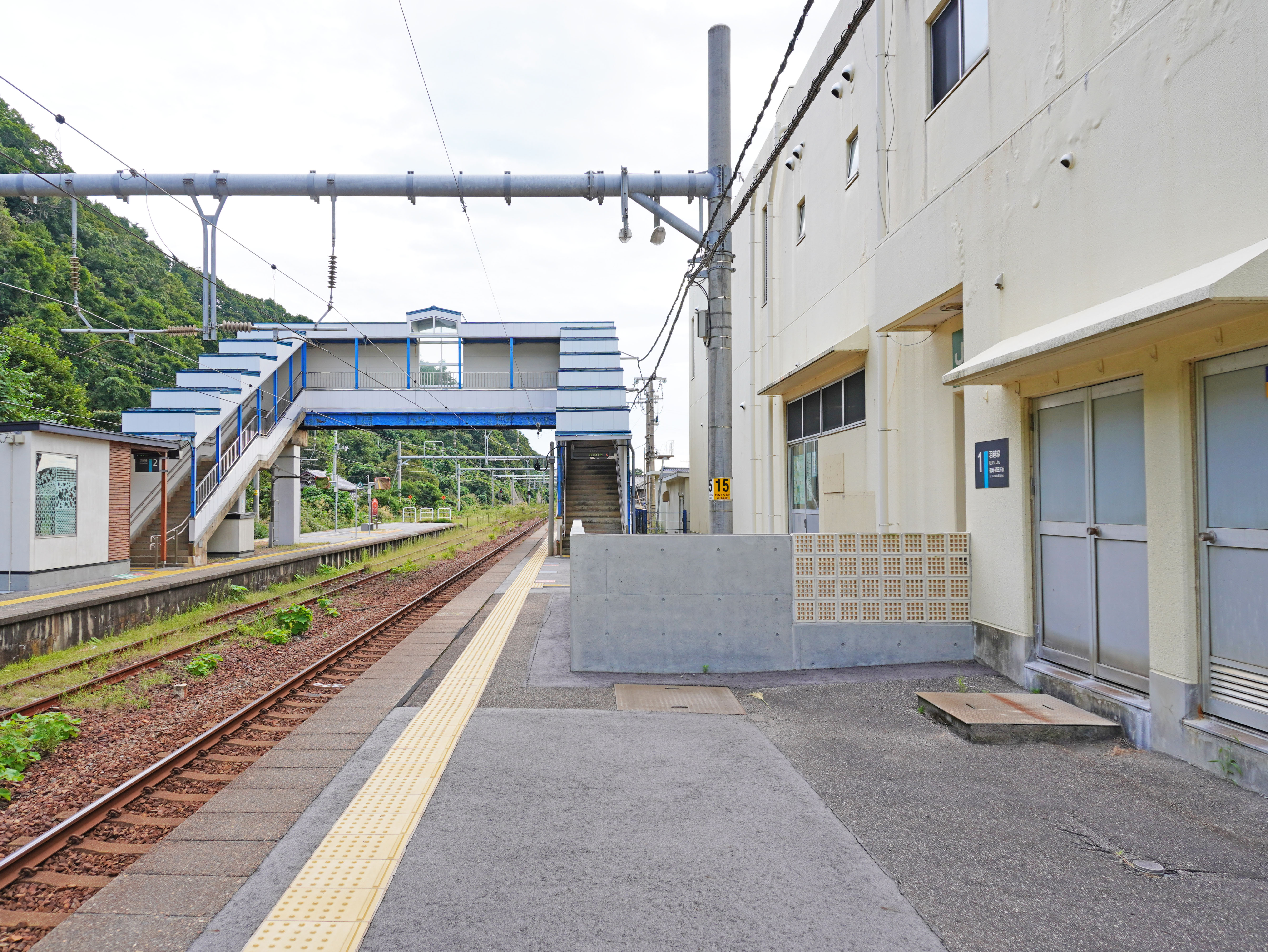
1號月台(2022年9月)

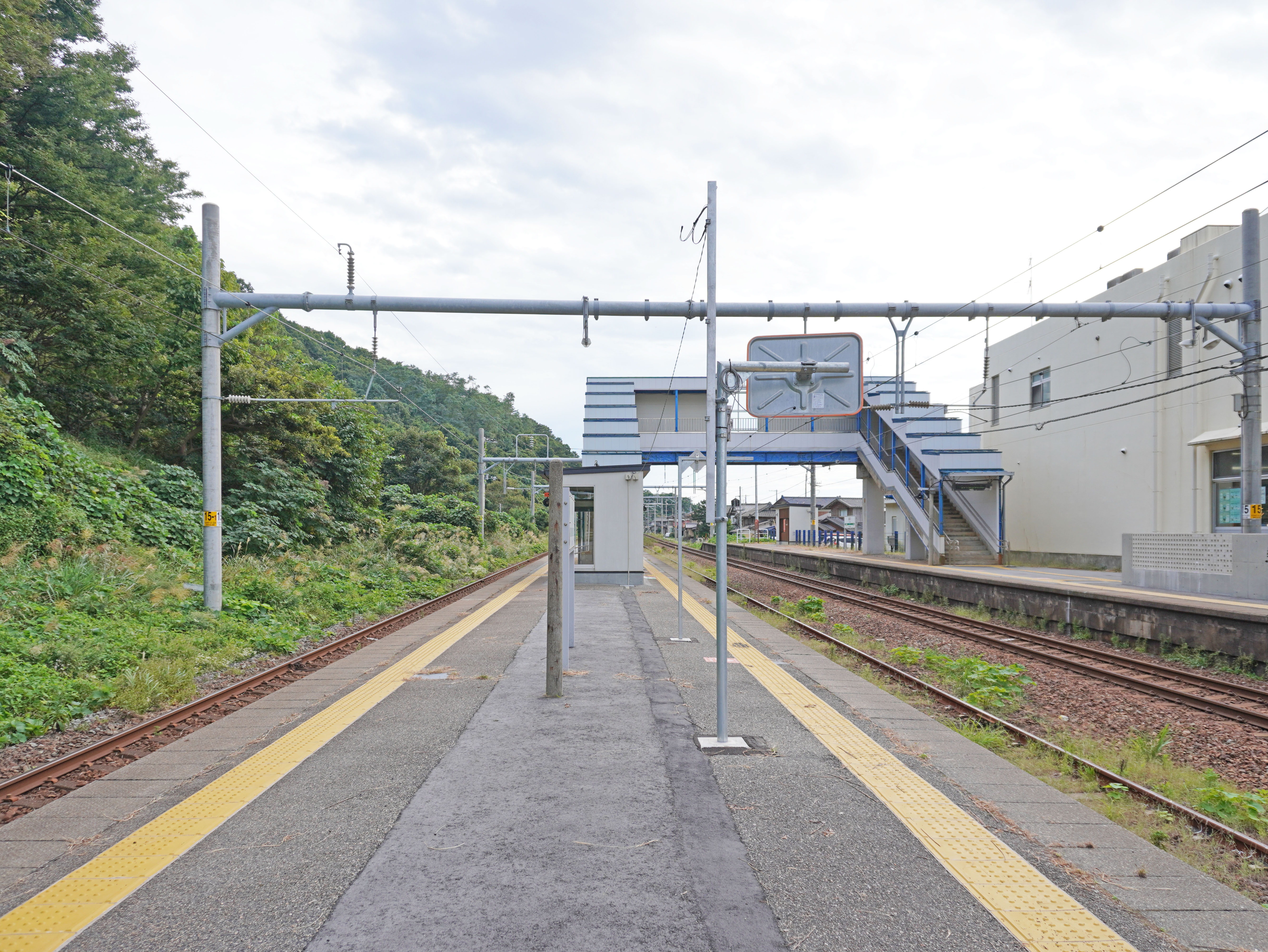
2號與3號月台(2022年9月)

本站是地面車站，設有1面1線的單式月台和1面2線的島式月台，共設有2面3線的月台。月台之間透過跨線橋連接。
此站的站房與位於國道345號上的道之驛「笹川流・夕日會館」共構，為一座高3層的建築物，總樓面907.7m2，車站部分佔地43m2。車站入口位於北邊，站內只設有候車室。在黃昏可於此站觀看日本海的夕陽。此站也鄰近「笹川流」景點。
此站是由村上站管理的無人車站。站內設有自動售票機。本站在1990年夏季前設有車站職員當值，在1985年（昭和60年）前則設有售票櫃臺，可販賣近距離車票和入場票。

### 月台
| 月台 | 路線      | 上下行     | 方向           |
| ---- | --------- | ---------- | -------------- |
| 1    | ■羽越本線 | 下行       | 鶴岡、酒田方向 |
| 2    | ■羽越本線 | （待避線） | （待避線）     |
| 3    | ■羽越本線 | 上行       | 村上、新津方向 |

參考
從新潟方向並以此站為終點的臨時列車會使用2號月台折返。

## 車站周邊
- 「笹川流（日语：道の駅笹川流れ）」景點。設有觀光船遊覽。
- 國道345號（日语：国道345号）（日本海日落線（日语：日本海夕日ライン））
- 桑川海灘

## 相鄰車站
東日本旅客鐵道
■羽越本線
- 快速「海里」停車站

越後早川－桑川－今川

## 注腳
1. 1 2 3 4  . 交通新聞 (交通新聞社). 1993-12-03: 3 （日语）.
2. ↑   (PDF) (新闻稿). 東日本旅客鉄道 新潟支社. 2014-04-27  [2014-10-25]. （原始内容 (pdf)存档于2013-01-17） （日语）.
3. ↑  桑川駅待合室新設に伴う海里お出迎えセレモニーを 10 月27 日(日)に開催します （页面存档备份，存于）（日語） - JR東日本新潟支社 2019年10月21日
4. ↑  JR東日本:駅構内図 （页面存档备份，存于）（日語）

## 外部連結
- 車站資訊（桑川）：東日本旅客鐵道（日語）